# Parole a caso
Parole a caso è un singolo del cantautore italiano Deddy, pubblicato il 22 gennaio 2021 come secondo estratto dal primo EP Il cielo contromano.

## Descrizione
Il brano, scritto dallo stesso cantautore con Alessio Nelli, Michele Canova Iorfida, Leonardo Zaccaria e Vincenzo Colella, è prodotto da Michele Canova Iorfida.

## Brano musicale
Il brano musicale è stato pubblicato il 14 maggio 2021 attraverso il canale YouTube della Warner Music Italy.

## Promozione
Il brano è stato presentato in anteprima nel corso della ventesima edizione del talent show Amici di Maria De Filippi.

## Tracce
Testi e musiche di Dennis Rizzi, Alessio Nelli, Michele Canova Iorfida, Leonardo Zaccaria e Vincenzo Colella.
1. Parole a caso – 2:37